# Synedoida perfecta
Synedoida perfecta là một loài bướm đêm trong họ Erebidae.